# Ruta Provincial 17 (Córdoba)

## Generalidades
La Ruta Provincial 17 es una importante carretera de la provincia de Córdoba, en la República Argentina. Discurre de oeste a este la región centro norte de la provincia, a lo largo de unos 286 km, en su mayoría asfaltados (los primeros 50 km son de ripio).
Recorre importantes regiones geológicas como Los Terrones, arqueológicas como las Cuevas de Ongamira, que fuera región habitada por los Sanavirones y Comechingones (previamente, parte de la cultura Ayampitín), y más allá encontramos el Mar de Ansenuza, reserva natural y sitio RAMSAR recientemente declarado Parque Nacional Ansenuza por ley.

## Localidades
Las siguientes localidades, ordenadas por departamento, se encuentran sobre el trazado de esta vía de comunicación. En cursiva, se nombran aquellas que son cabecera departamental. Entre paréntesis, figuran los datos de población.

Las localidades con la leyenda s/d hacen referencia a que no se encontraron datos oficiales de población.
- Departamento Punilla: Paraje Santa Isabel (s/d).
- Departamento Ischilín: Ongamira (s/d), Cañada de Río Pinto (193), Sarmiento (1.455).
- Departamento Totoral: Villa del Totoral (8.439), Cañada de Luque (1.154).
- Departamento Río Primero: Chalacea (180), Obispo Trejo (2.497), La Puerta (2.185), Villa Fontana (939), La Para (3.489).
- Departamento San Justo: Marull 1.799(), Balnearia (6.171), Altos de Chipión (1.793), La Paquita (964), Seeber (620).

## Recorrido
|  | CONTgq | ABZq+lr | CONTfq |  |  |

|  |  | tSTRa@g |

|  |  | tSTR |

|  | GRZq | tSTR+GRZq | GRZq |  |  |

|  |  | tSTR |

|  | WASSERq | tKRZW | WASSERq |  |  |

|  |  | tBHF |

|  |  | tBHF |

|  |  | tSTR |

|  | GRZq | tSTR+GRZq | GRZq |  |  |

|  |  | tSTR |

|  |  | tSTRe |

| PFERD | tCONTgq | tTBHF | tCONTfq |  |  |

| BAHN | RGCONTgq | SKRZ-GBUE | RGCONTfq |  |  |

|  | CONTgq | TBHF | CONTfq |  |  |

| PFERD | tCONTgq | tTBHF | tCONTfq |  |  |

|  | CONTgq | TBHF | CONTfq |  |  |

|  |  | BHF |

|  |  | STR |

|  | GRZq | STR+GRZq | GRZq |  |  |

|  |  | STR |

|  |  | BHF |

| BAHN | RGCONTgq | SKRZ-GBUE | RGCONTfq |  |  |

|  |  | BHF |

|  | CONTgq | TBHFeq |  |  |  |

|  | WASSERq | WBRÜCKE1 | WASSERq |  |  |

|  |  | BHF |

|  | CONTgq | TBHFeq |  |  |  |

|  |  | BHF |

|  | tCONTgq | TBHFeq |  |  |  |

|  | WASSERq | WBRÜCKE1 | WASSERq |  |  |

|  |  | STR |

|  | GRZq | STR+GRZq | GRZq |  |  |

|  |  | STR |

|  |  | BHF |

|  | WASSERq | WBRÜCKE1 | WASSERq |  |  |

|  | CONTgq | TBHFeq |  |  |  |

|  |  | TBHFaq | CONTfq |  |  |

|  | WASSERq | WBRÜCKE1 | WASSERq |  |  |

|  |  | BHF |

|  |  | BHF |

|  | CONTgq | KRZ | CONTfq |  |  |

|  |  | BHF |

|  |  | STR |

|  | GRZq | STR+GRZq | GRZq |  |  |

|  |  | STR |

|  |  | CONTf |

## Nota
1. ↑   El kilometraje fue tomado del amojonado en ruta. En caso de ausencia de los mismos, se calculó según información disponible en Internet, o verificación in situ .
2. ↑   Datos oficiales según Dirección de Estadísticas y censos del Gobierno de la Provincia de Córdoba, año 2010 Según datos INDEC